# Bruno Schäfer

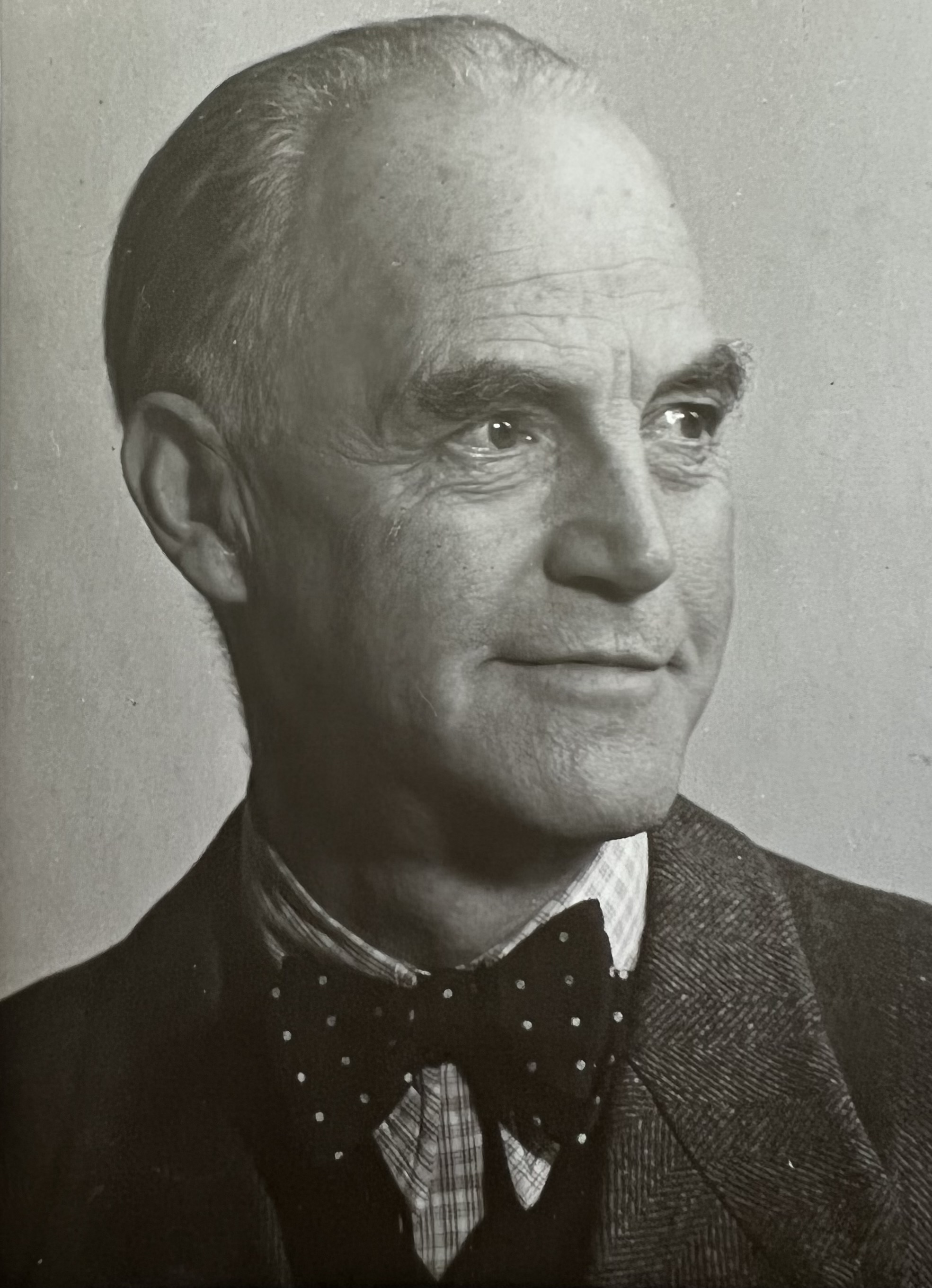
Bruno Schäfer Porträtfoto

Otto Bruno Schäfer (* 5. September 1883 in Leipzig; † 29. Juli 1957 in Frankfurt am Main) war ein deutscher Bildhauer, Medailleur und Hochschullehrer.

## Leben
Bruno Schäfer wurde am 5. September 1883 in Leipzig geboren und zog 1888 mit den Eltern nach Frankfurt am Main. Dort verbrachte er seine Volksschulzeit an der Weissfrauenschule und besuchte in den letzten Schuljahren auch Kurse für Zeichnen und Modellieren an der Fortbildungsschule Frankfurt. Seinen künstlerischen und gestalterischen Neigungen folgend, begann Schäfer 1898 eine Lehre bei dem Bildhauer und Stukkateur Karl Baldes in Frankfurt am Main und vervollständigte seine Ausbildung durch Abendkurse an der Kunstgewerbeschule. Von 1901 bis 1905 besuchte er die Bildhauerfachklasse an der Frankfurter Kunstgewerbeschule bei Friedrich Christoph Hausmann. Anschließend arbeitete er in dem Atelier von Hausmann. Von Ostern 1905 bis Ostern 1906 hatte er eine Anstellung als Hilfslehrer an den technischen Lehranstalten in Offenbach am Main. Ausgezeichnet mit dem Rompreis der Stadt Frankfurt wurde ihm von 1906 bis 1908 ein zweijähriger Aufenthalt in Italien ermöglicht. 1911 gründete Bruno Schäfer ein eigenes Atelier für freie und angewandte Bildhauerei, ein Schwerpunkt wurde die Tierbildhauerei, die ihn schon seit seiner Jugendzeit angezogen hatte.
Mit dem in Frankfurt geborenen Architekten Martin Schwarz (1885–1945) verband ihn eine enge Freundschaft. Beide waren in Frankfurt aufgewachsen. Der zwei Jahre jüngere Schwarz studierte Architektur an der Technischen Hochschule Darmstadt bei Georg Wickop und beide stellten schon 1906 und 1907 bei der Jahresausstellung Frankfurter Künstler erste Werke aus. Martin Schwarz fand seinen Wirkungskreis in Arnstadt in Thüringen und zog Bruno Schäfer immer wieder als Bildhauer zu seinen Projekten hinzu. Schon 1912 errichteten sie in Ebeleben ein Fürstendenkmal. In einer Notiz in der Frankfurter Zeitung im September 1912 heißt es: „Das Werk wurde von zwei Frankfurter Künstlern, dem Architekten Diplomingenieur Martin Schwarz und dem Bildhauer Bruno Schäfer hier hergestellt“. 1913 zog Schwarz Bruno Schäfer hinzu, als er den Auftrag erhielt, die Restaurierung der Bonifatiuskirche (heute Johann-Sebastian-Bach Kirche) in Arnstadt zu übernehmen. Schäfer schuf die Modelle für die Rekonstruktion des Ostgiebels. 1914/15 gestaltete Bruno Schäfer den Bauschmuck des Eingangsportals für das von Schwarz errichtete Fürst Günther Gymnasium in Arnstadt. In den 20er Jahren folgten Aufträge für verschiedene Grabmäler in Arnstadt und 1925 die Beteiligung an dem Wettbewerb zur Errichtung eines Ehrenmals. Die letzte nachweisbare Zusammenarbeit datiert 1934/35: das Kriegerdenkmal auf dem Zella-Mehlisser Lerchenberg.
Am 1. Weltkrieg hat Bruno Schäfer als Ersatzreservist teilgenommen und gestaltete in Polen Grabdenkmäler und Friedhofsanlagen.
Nach dem Krieg führte er sein Atelier in Frankfurt am Main weiter.
1925 entwarf Bruno Schäfer plastischen Bauschmuck für den Erweiterungsbau des Frankfurter Hauptbahnhofs. 1927 gestaltete er den Bauschmuck am Treppengiebel des Offenbacher Bahnhofs und den Vogelbrunnen. Ab 1934 war er als Lehrer an den Technischen Lehranstalten in Offenbach dem Vorläufer der heutigen Hochschule für Gestaltung Offenbach am Main tätig und übernahm 1937 die Leitung der Bildhauerklasse an der Offenbacher Kunstgewerbeschule, die seit 1933 als eine Meisterschule des Deutschen Handwerks geführt wurde. Bruno Schäfer hatte diese Position bis zu seiner Pensionierung 1949 inne. Bruno Schäfer starb am 29. Juli 1957 in Frankfurt.

## Werk

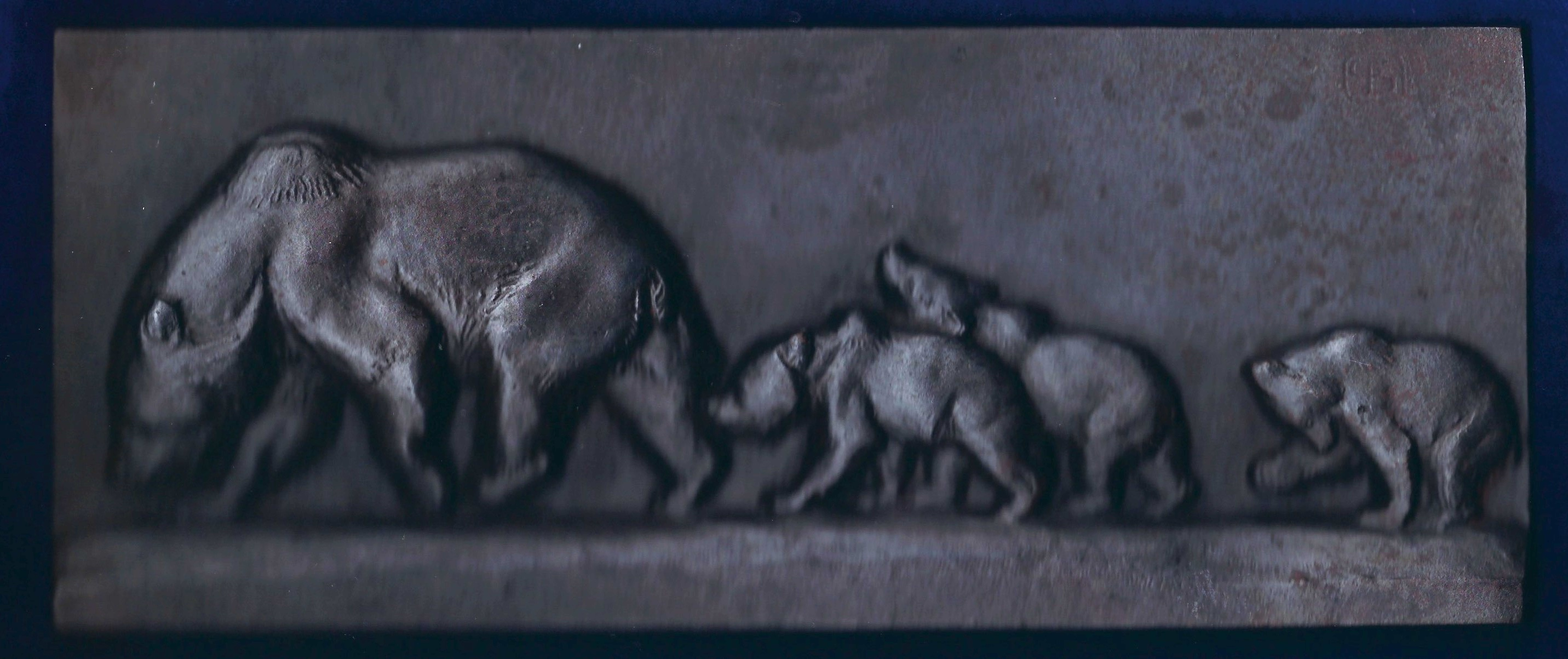
1922 o. J. Lauchhammer Eisenguss Fries Bärenmutter, Vorderseite

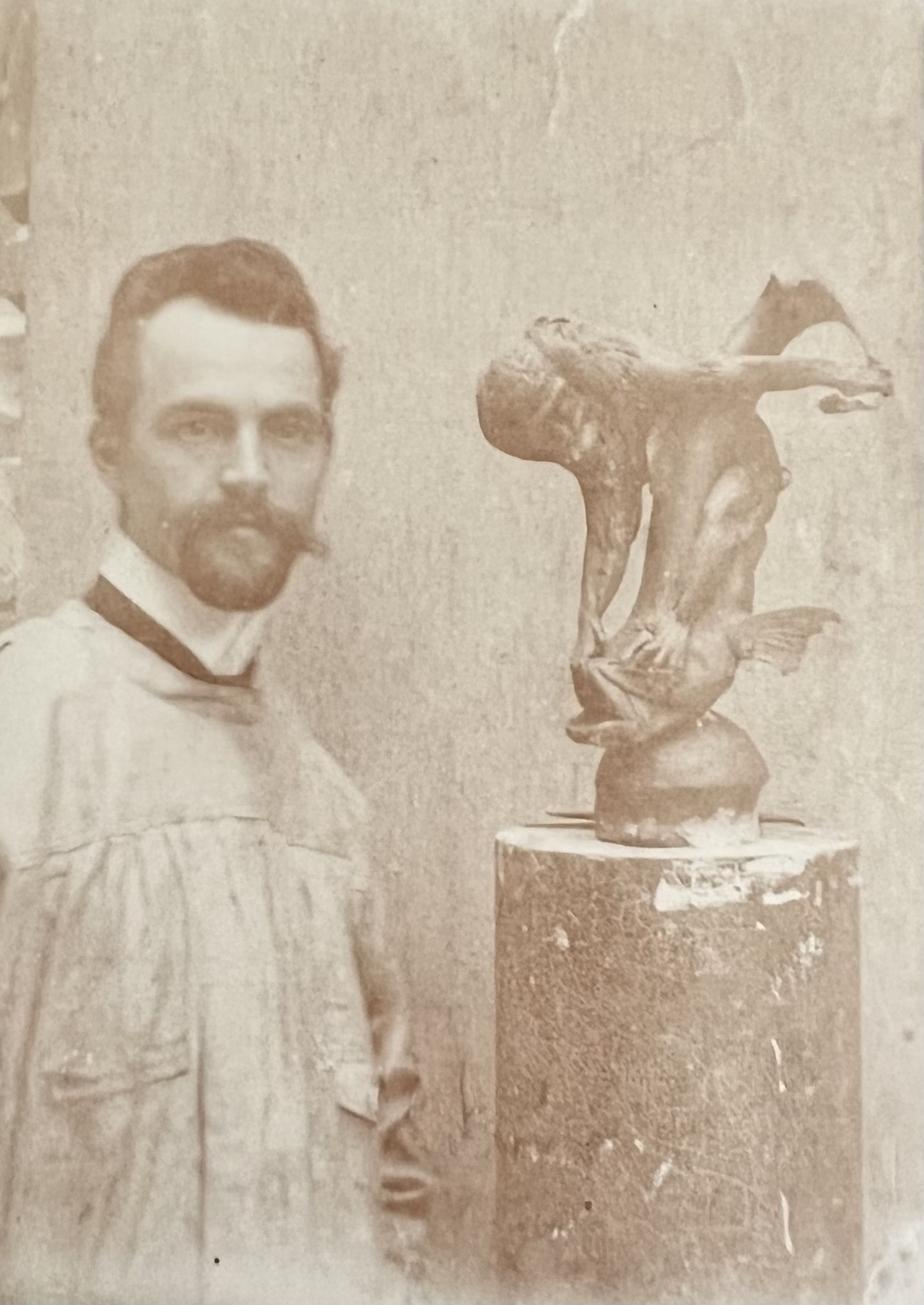
Bruno Schäfer mit Brunnenfigur Affe mit Fisch. Werkstattfoto vor dem 1. Weltkrieg

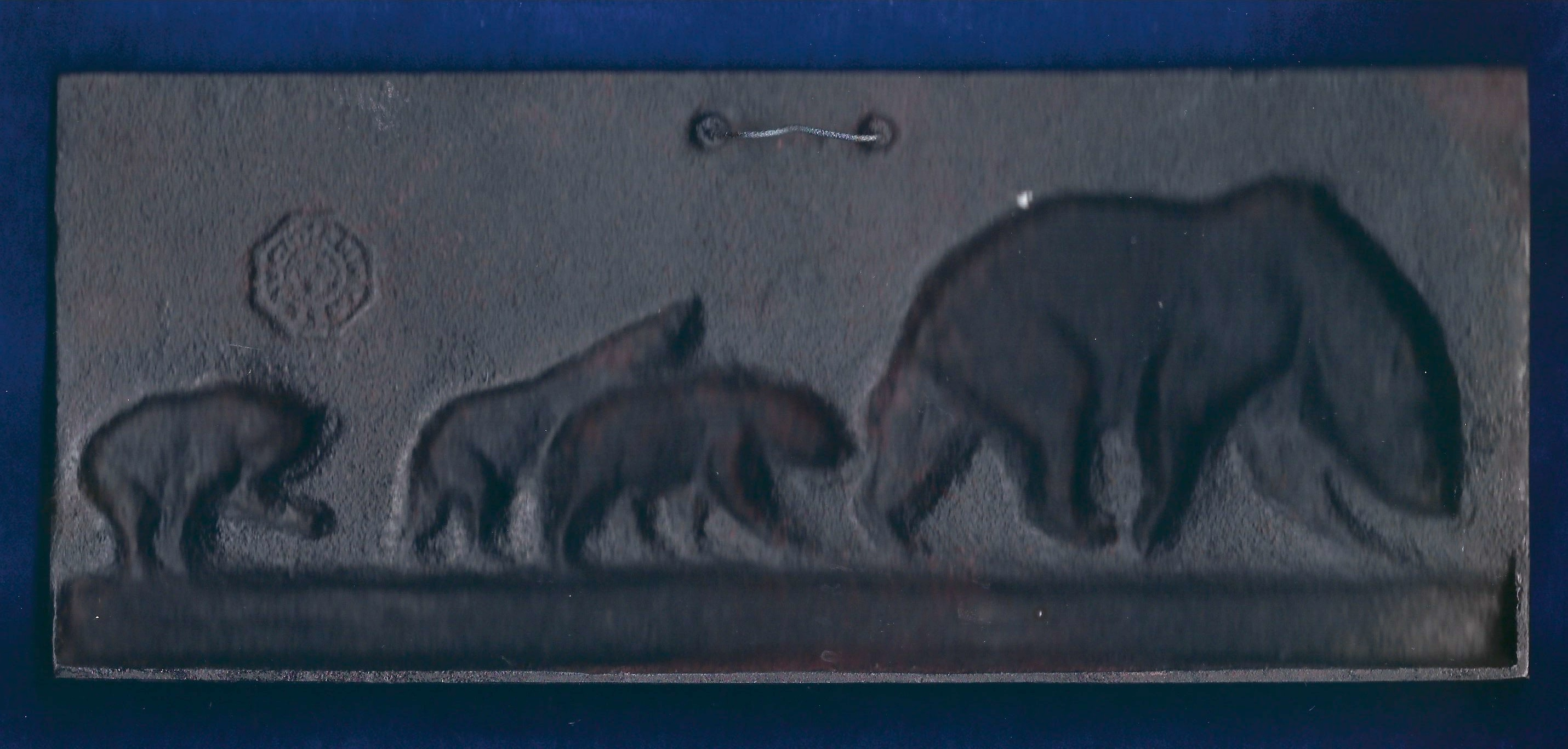
Die Rückseite dieser Plakette zeigt das Monogramm Schäfers oben rechts

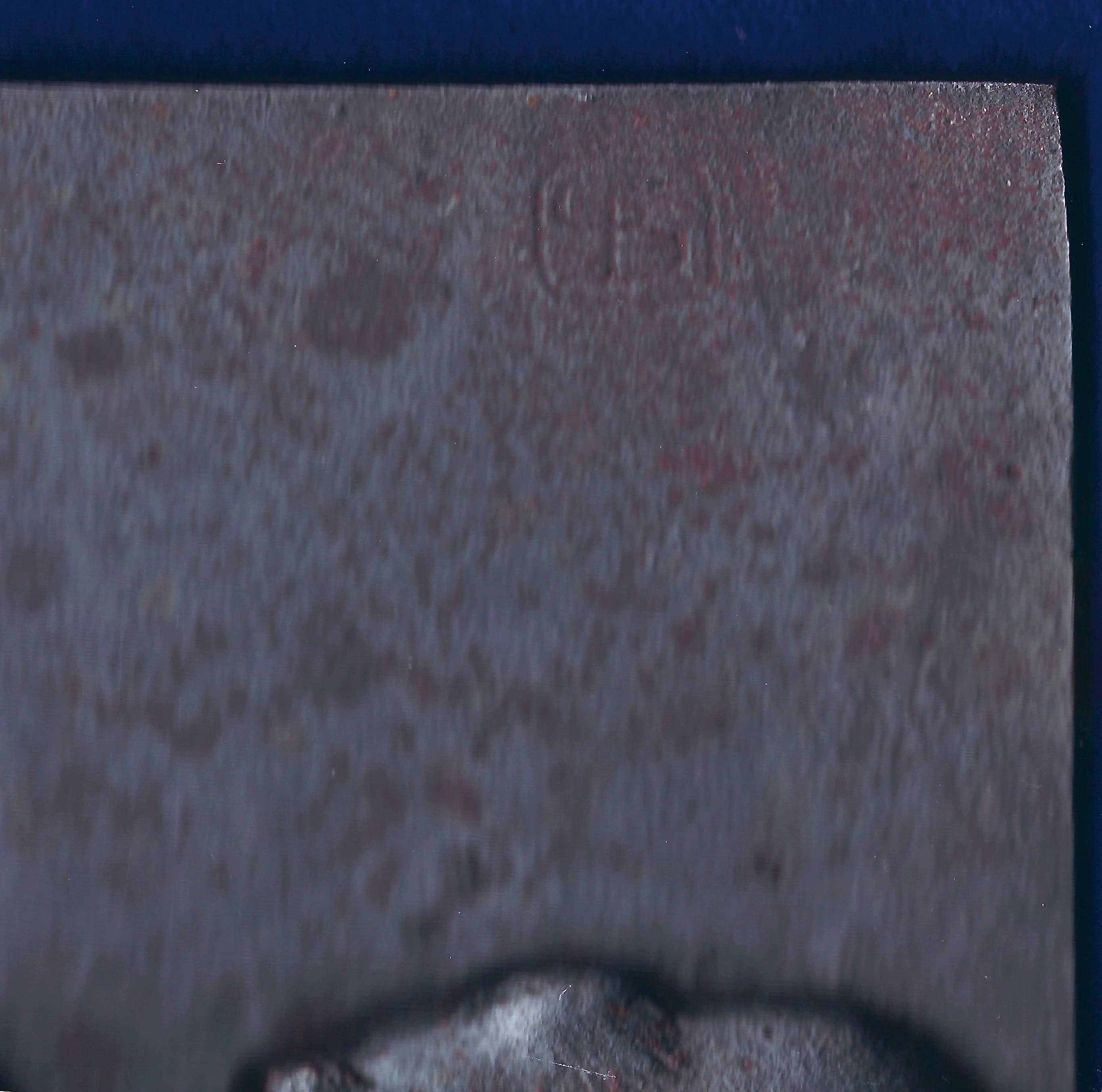
Das Monogramm Schäfers OBS auf der Rückseite der „Bärenmutter“

Bruno Schäfer war seit seiner Jugend dem Frankfurter Zoo verbunden. Er studierte das Aussehen und Verhalten der Tiere und hielt sie in unzähligen Zeichnungen und Aquarellen fest. Auch in seinem plastischen Werk bildeten die Darstellungen von Tieren einen Schwerpunkt. Schon als 18-Jähriger stellte er 1906 auf der 8. Jahresausstellung Frankfurter Künstler Tierbronzen aus und zur 9. Jahresausstellung 1907 hieß es in Frankfurter Leben: „Voll innern Lebens ist die Bronzeplastik „Wisent“ von Bruno Schäfer.“ Bruno Schäfer arbeitete in Stein und Holz, Gips und Ton, Porzellan und Keramik, war ein versierter Elfenbeinschnitzer und experimentierte auch mit Bernstein und dem ganz neuen Material Plexiglas. Er schuf Plaketten mit Bären, Pinguinen und Büffeln für die Metallgießerei Lauchhammer, Porzellanfiguren für die von Schierholz‘sche Porzellanmanufaktur in Plauen, die Majolika-Manufaktur in Karlsruhe und die Feinsteingutfabrik Max Roesler in Bad Rodach bei Coburg und Darmstadt.
Für die Abteilung Darmstadt der Feinsteingutfabrik Max Roesler entwarf Bruno Schäfer zwischen 1929 und 1930 mindestens zehn Plastiken für die neu auf den Markt gebrachte Figurenkollektion. Den Anfang bildeten zwei sitzende Männer (0781 und 0782), die mit ausgestreckten Armen und Beinen als Bücherstützen dienen sollten und eine Tigergruppe (0783), beide wurden 1930 in der Schaulade vorgestellt. Es folgten eine Schimpansen-Gruppe (0784), ein Harlekin mit Bandonio (0785), eine Häsin (0786) und ein Hase (0787), ein Junge mit Böckchen (0788), ein Tafelaufsatz mit Junge und Spaniel (0793), eine Pavian-Gruppe (0794) und ein Junge mit Spaniel auf einer Plinte (0818). Alle Figuren wurden mit „B. Schäfer“ signiert, manchmal auch noch mit dem Zusatz „Frankfurt a. M.“
Für die Staatliche Majolika Manufaktur Karlsruhe hat Bruno Schäfer 1930 sechs Tierplastiken entworfen: Zwei Fische (3443), Hecht (3444), Fischotter (3445). Schleierschwänze (3462) und im Jahre 1933 Zwei Fische im Rohr (3620) und Zwei Fische „Makropoden“ (3647).
Im Katalog der Lauchhammer Bildguss aus dem Jahre 1933 sind neun Plaketten und vier Plastiken von Bruno Schäfer verzeichnet. Die Plaketten wurden in Bronze und Eisen hergestellt, die "Fliehenden Elefanten messen z. B. 8,5 × 21 cm. Plaketten: Adler, Bärenmutter, Bison, Fliehende Elefanten, Elefant mit Palmbaum, Orang-Utan Familie, Pinguine, Strandreiter und die Jahresplakette 1926 mit den Heiligen drei Königen auf Kamelen reitend; Plastiken: liegender Esel (5,5 × 8 cm), schreiender Hirsch (36 cm), Elefant (40 cm) und die Brunnenfigur Affe mit Fisch (41 cm). Die Brunnenfigur wurde für einen Marmorbrunnen verwendet, der im Jahre 1939 von der Stadt Offenbach angekauft wurde, der Verbleib ist ungeklärt. Die Pinguine, die Bärenmutter, die Bisons und der Adler wurden schon 1922 in der Zeitschrift Die Plastik erwähnt. Der Elefant wurde in Gips abgebildet. Er sollte laut Lauchhammer Preisliste von 1932 558,- RM kosten, ausgeführt wurde er in Bronze. Bruno Schäfer wurde im Septemberheft dieser Zeitschrift ein eigener Artikel gewidmet, in dem eine größere Anzahl von Arbeiten gezeigt wurden. Schäfer war an vielen Ausstellungen im Rhein-Main-Gebiet beteiligt und nahm regelmäßig an den Ausstellungen der Frankfurter Künstlergesellschaft teil. In den Heften der Offenbacher Monatsrundschau. 1940, Heft 2,1941 Heft 1, 6/7 und 1943 Heft 4 finden sich zahlreiche Abbildungen seiner Zeichnungen und Plastiken.

## Ausstellungen und Ausstellungsbeteiligungen
- 1906 8. Jahresausstellung Frankfurter Künstler Tierbronzen
- 1907 9. Jahresausstellung Frankfurter Künstler u. a. ein Wisent, Bronze
- 1921 Ausstellung im Zoologischen Garten: 30 Künstlerinnen und Künstler. Von Bruno Schäfer wurden u. a. eine Bärengruppe und ein Nilpferd ausgestellt, außerdem Aquarelle und Zeichnungen.
- 1924 „Das Tier in der bildenden Kunst“. Ausstellung im Zoologischen Garten in Frankfurt. Bruno Schäfer zeigt u. a. „Tierdarstellungen in Verbindung mit architektonischen Aufgaben.“[16]
- 1926 Herbstausstellung der Frankfurter Künstlergesellschaft im Frankfurter Kunstverein. Besondere Erwähnung finden Bruno Schäfers „Exoten“.[17]
- 1928 Herbstausstellung der Künstlergesellschaft im Kunstverein. u. a. Tierplastiken in Bronze und Zeichnungen von Bruno Schäfer.[18]
- 1928 Dezember Ausstellung in der Bücherstube Alfred Bodenheimer in Darmstadt, sie „zeigt vom 5. Dezember 1928 bis 1. Januar 1929 eine Reihe Elfenbeinplastiken des Frankfurter Bildhauers Bruno Schäfer“.[19]
- 1931 Herbstausstellung der Künstlergesellschaft im Kunstverein, „Wir nennen eine anmutige, lionardesk lächelnde Bildnismaske von Bruno Schäfer, der auch einige mehr oder weniger glücklich stilisierte dekorative Stücke zeigt“.[20]
- 1933 Kunstverein Frankfurt, Ausstellung: „Deutsche Töpferkunst der Gegenwart“, von Bruno Schäfer wurde u. a. ein keramischer Frauenkopf gezeigt und in der Frankfurter Zeitung abgebildet.[21]
- 1937 Jubiläumsausstellung zum 80. Geburtstag der Frankfurter Künstlergesellschaft im Kunstverein.in der Frankfurter Zeitung erschien ein Foto der Skulptur eines Mandrill von Bruno Schäfer.[22]
- 1937 Große Deutsche Kunstausstellung 1937 im Haus der Kunst zu München, Lauf. Nr. 627, Junge Seehunde (Messing)[23]
- 1938 Leistung der Offenbacher Kunstgewerbeschule – Ausstellung im Frankfurter Kunstverein: „Eine stark persönliche Note besitzen die Elfenbeinarbeiten des Bildhauers Bruno Schäfer“[24] „Obwohl die Offenbacher Kunstgewerbeschule, im Gegensatz zur Frankfurter Städelschule, keine Hochschule für freie Künste sein will, vielmehr in der Verbindung mit Handwerk und Industrie ihre Aufgabe sieht, begegnet man in den kleinen Tierplastiken von Bruno Schäfer ( in Elfenbein, Bronze und glasiertem Ton) einer Begabung von eigentlich bildhauerischer Art“.[25]
- 1938 Sonderschau der Lehrkräfte der Kunstgewerbeschule: „Könner zeigen uns ihre Grafik und Plastik. Bruno Schäfers sämtlichen Plastiken merkt man die große Tierliebe des Künstlers an, der mit einer seltenen Beobachtungsgabe ausgezeichneten Affen, Lamas, Fischotter und viele andere Tiere in Stein formte, oder in Elfenbein schnitzte, sowie in Bronze ausgoss“.[26]
- 1943 Tiere Menschen und Landschaft, Ausstellung in der Bücherstube d’ Hooge in Darmstadt. „Bruno Schäfer geht feinnervig den tierischen Eigenarten nach und fängt sie in der zierlichen Vollendung seiner Kleinplastiken ein“.[27]
- 1943 Offenbacher Kunst-Schaffen, eine Ausstellung im Hanauer Stadtschloss, „Bruno Schäfer erweist sich an liebenswerten Kleinplastiken und größeren Tierplastiken als meisterlicher Bildhauer“. Die in München 1937 im Haus der Kunst gezeigten Seehunde werden mit der Bildunterschrift: Seelöwen, Messingguss in dem Artikel über die Ausstellung abgebildet.[28]

## Abbildungen

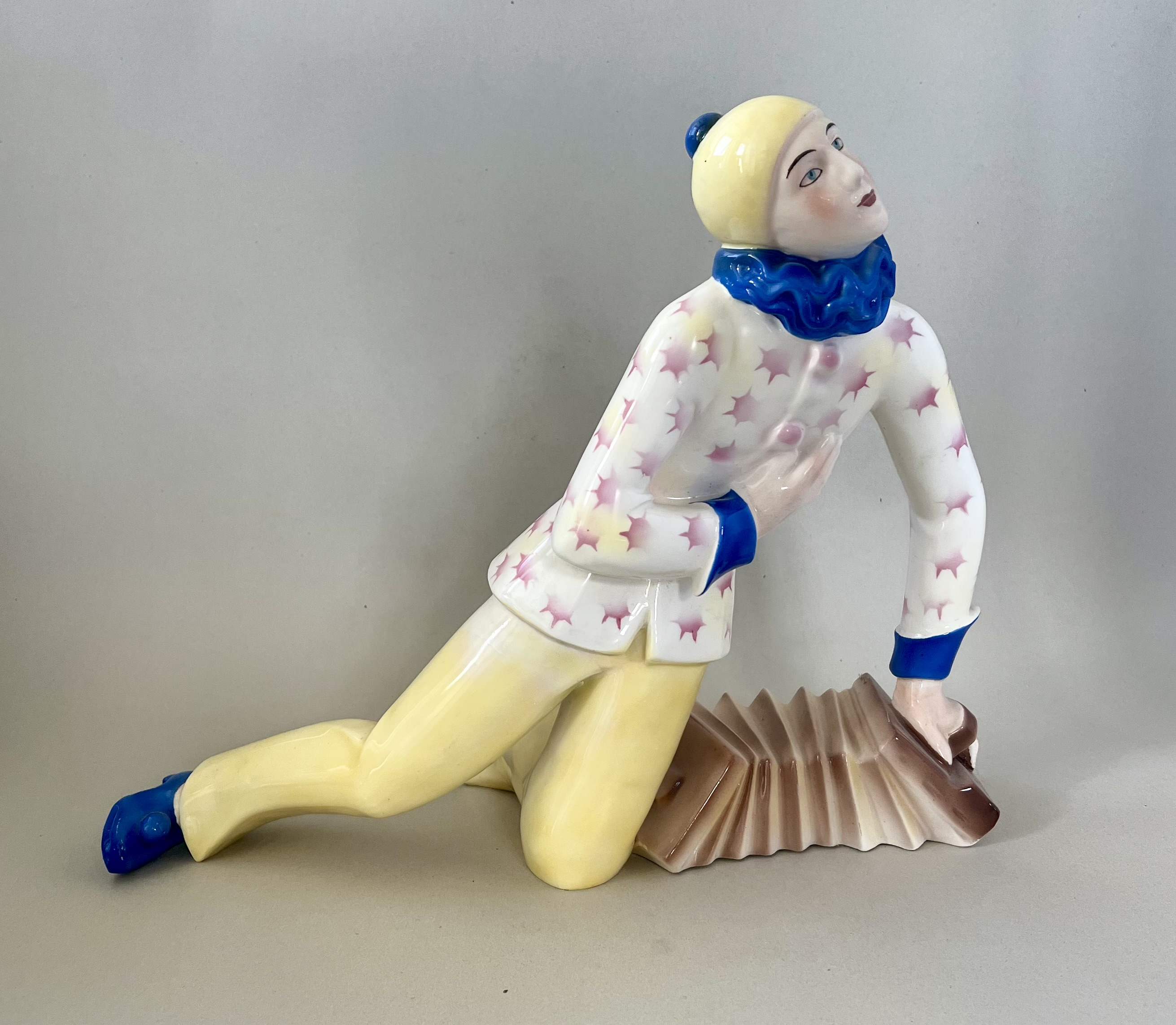
Harlekin auf Bandonio gestützt (0785) Feinsteingutfabrik Max Roesler Abteilung Darmstadt, 1930
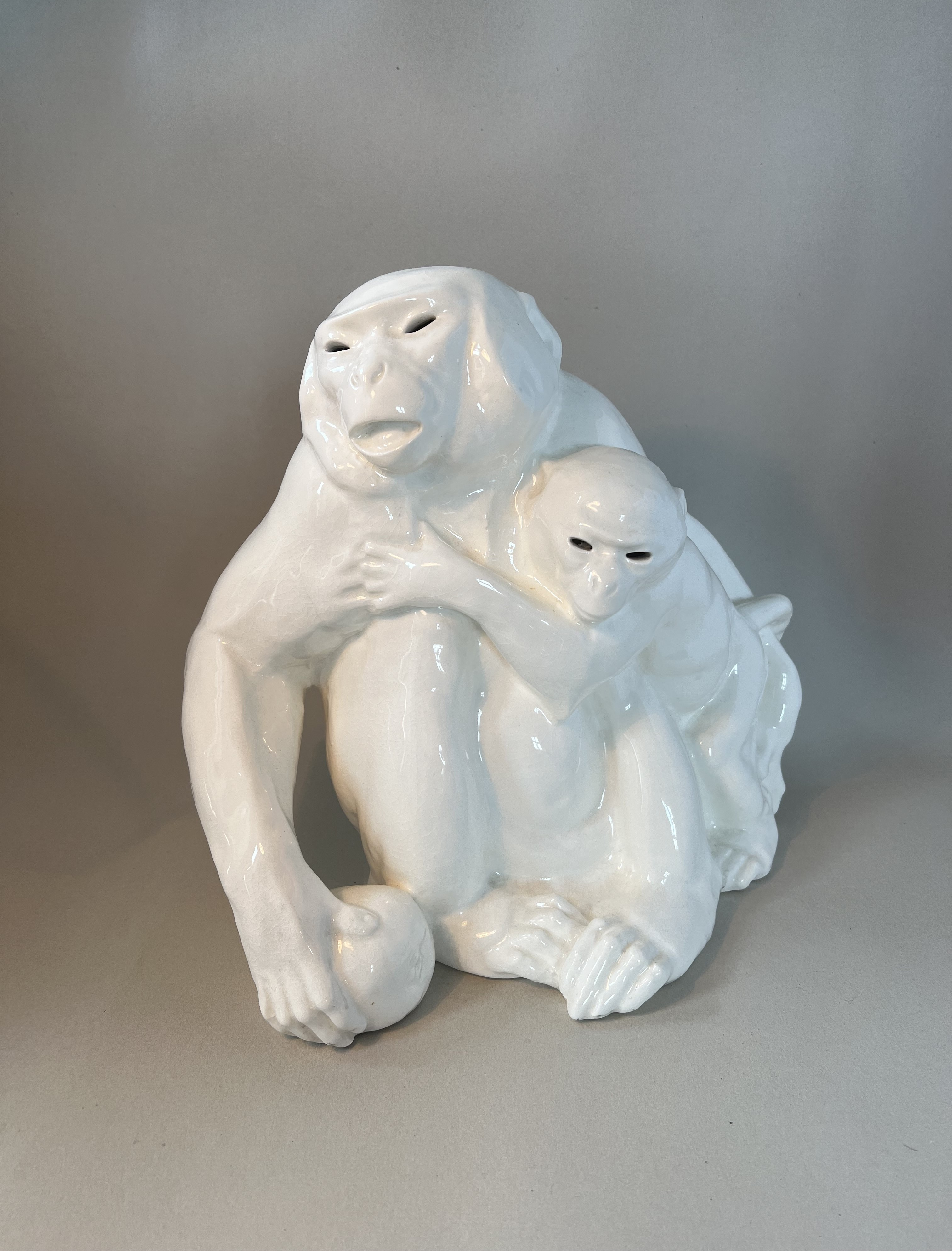
Schimpansengruppe 0784, Feinsteingutfabrik Max Roesler Abteilung Darmstadt, 1930
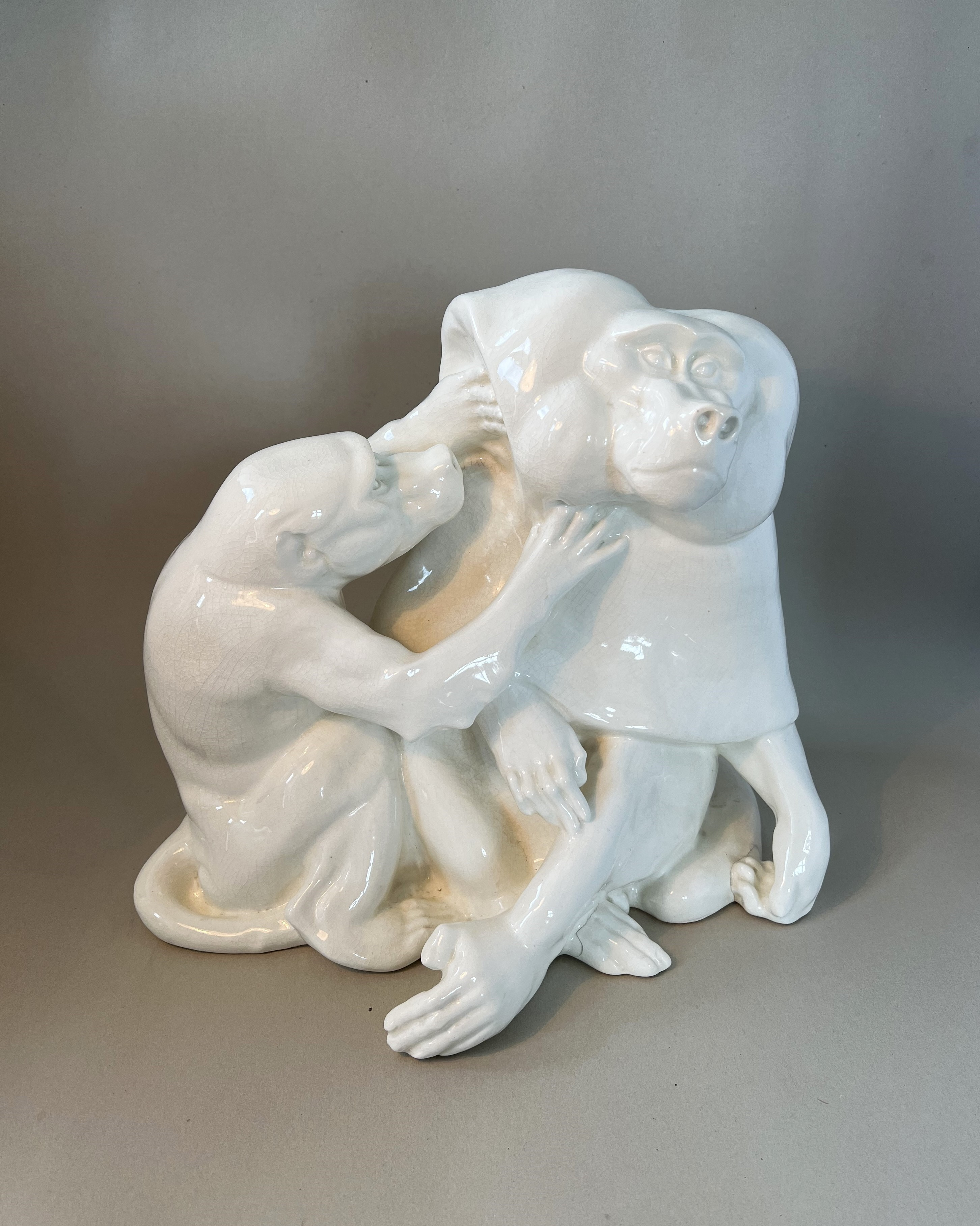
Paviangruppe 0794, Feinsteingutfabrik Max Roesler Abteilung Darmstadt, 1930
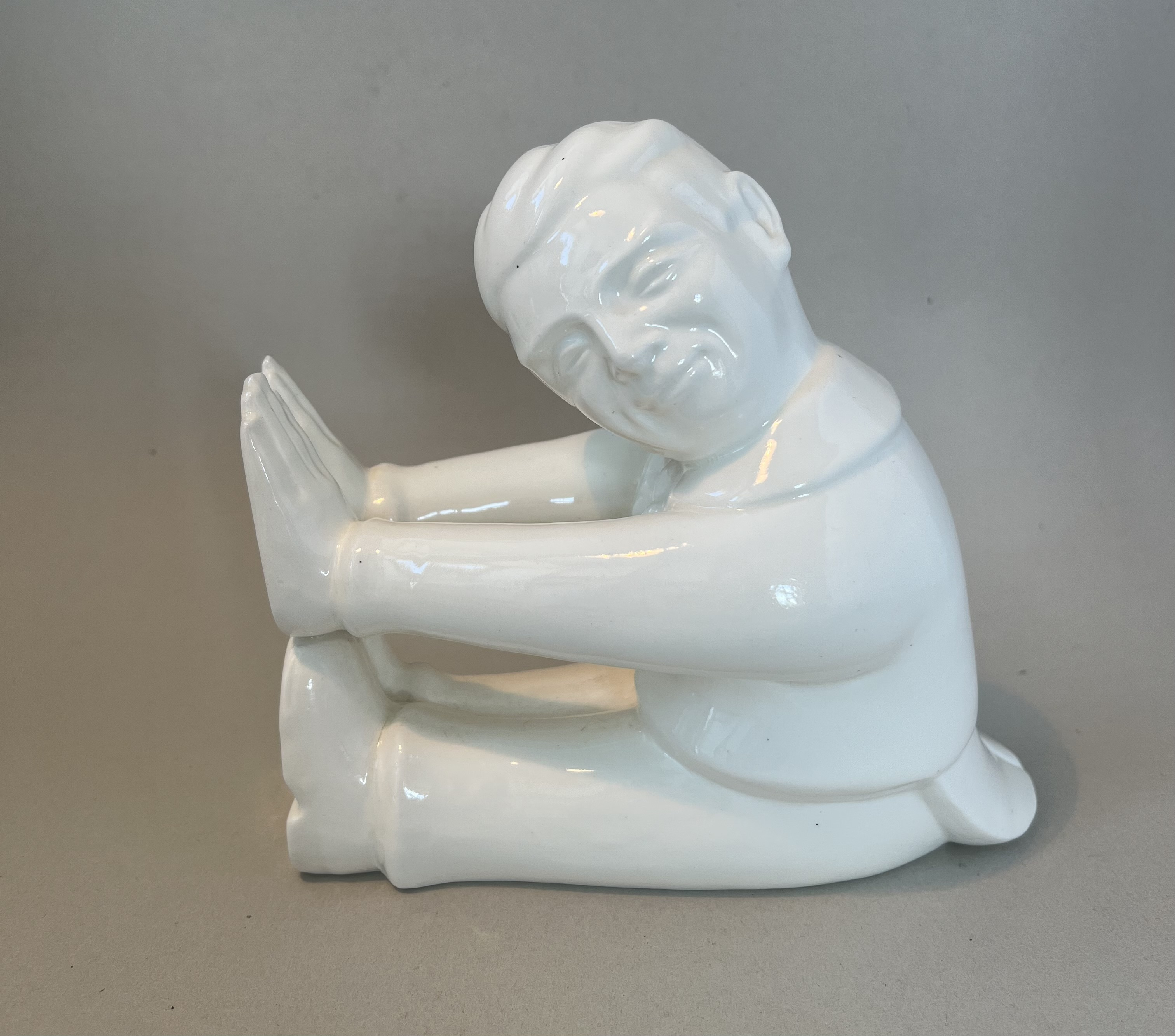
Bücherstütze Sitzender Mann 0782, Feinsteingutfabrik Max Roesler Abteilung Darmstadt, 1930
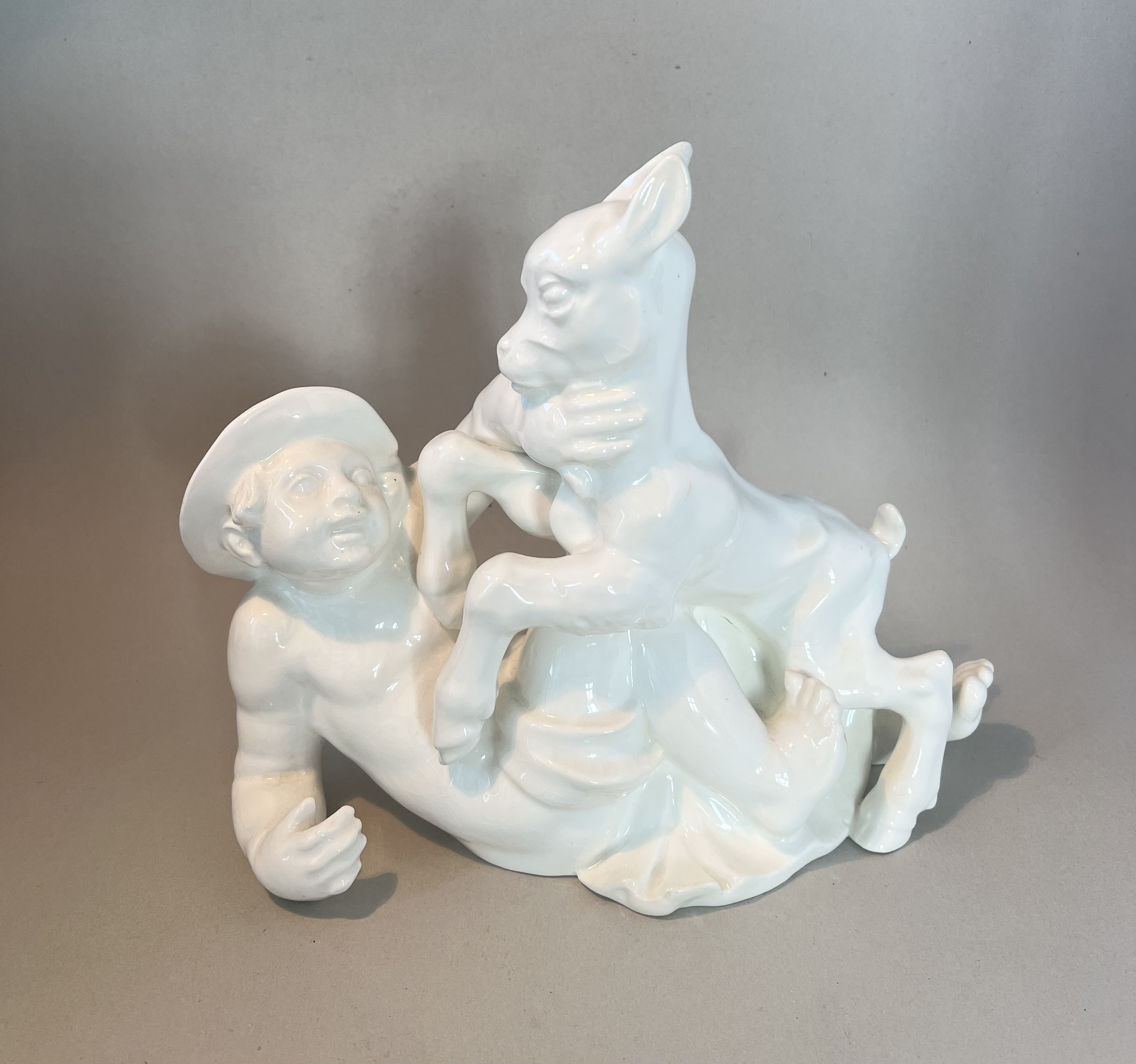
Junge mit Böckchen 0788, Feinsteingutfabrik Max Roesler Abteilung Darmstadt, 1930
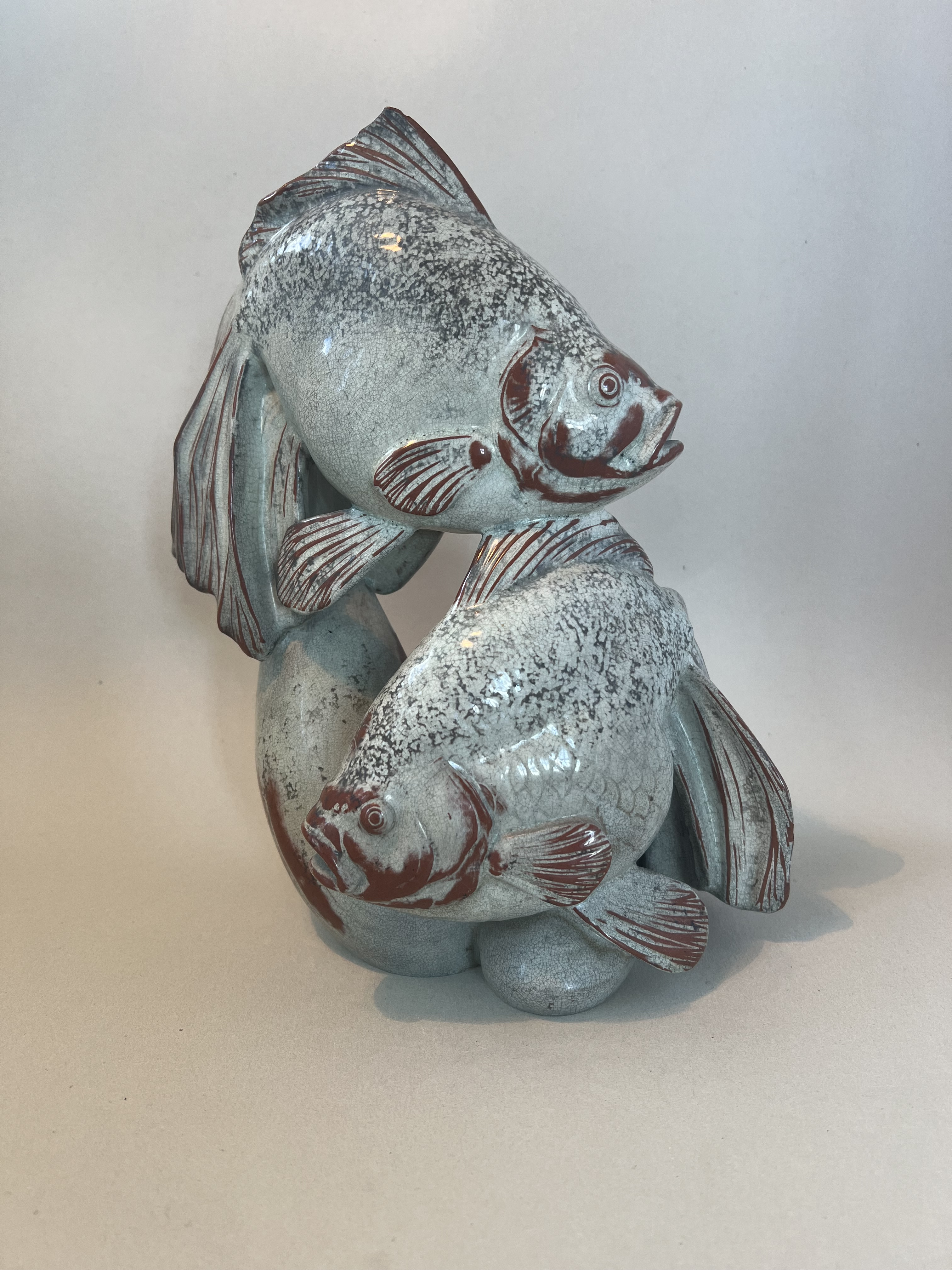
Schleierschwänze 3462, Staatliche Majolika-Manufaktur Karlsruhe, 1930
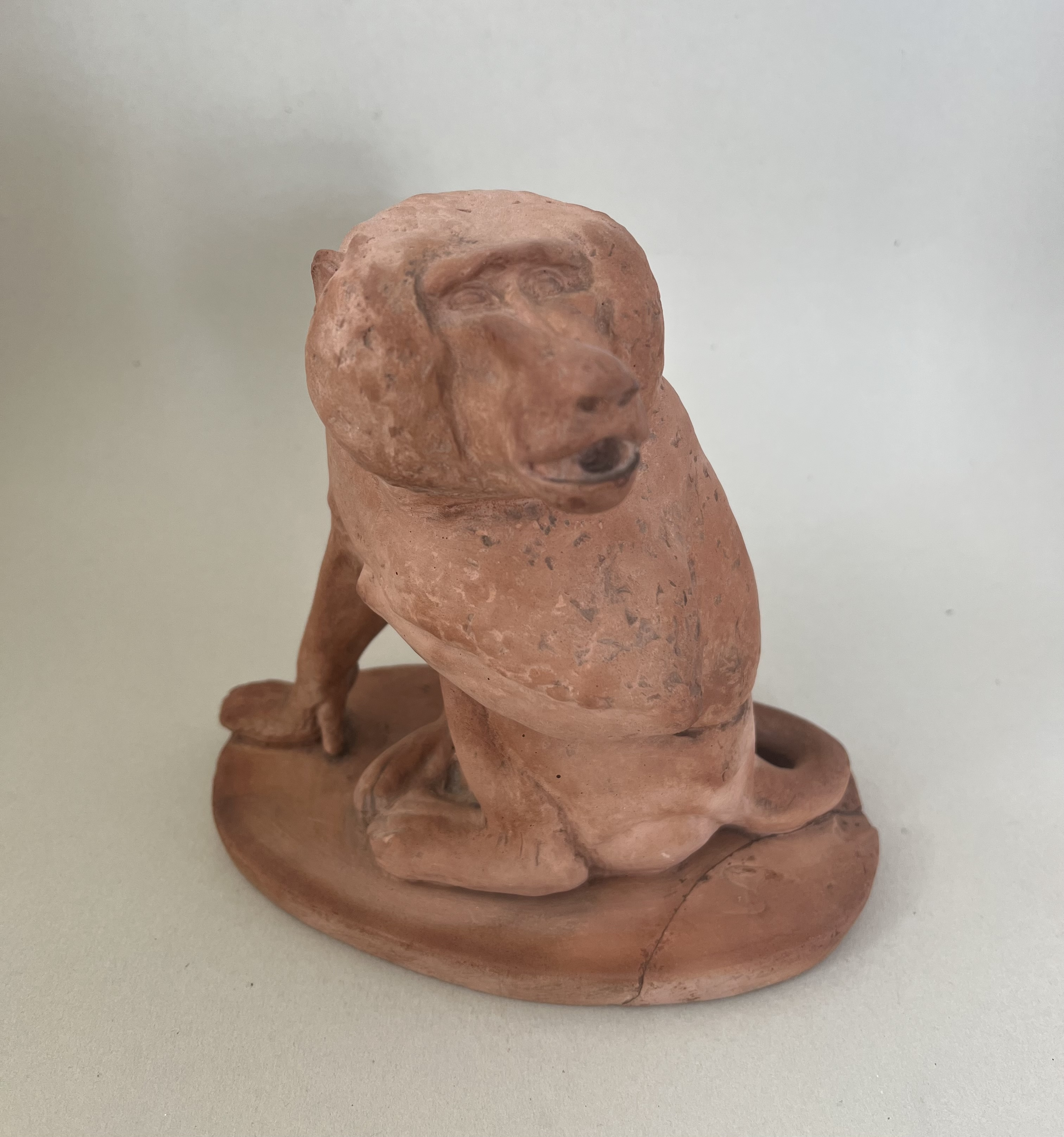
Sitzender Pavian, Ton, signiert
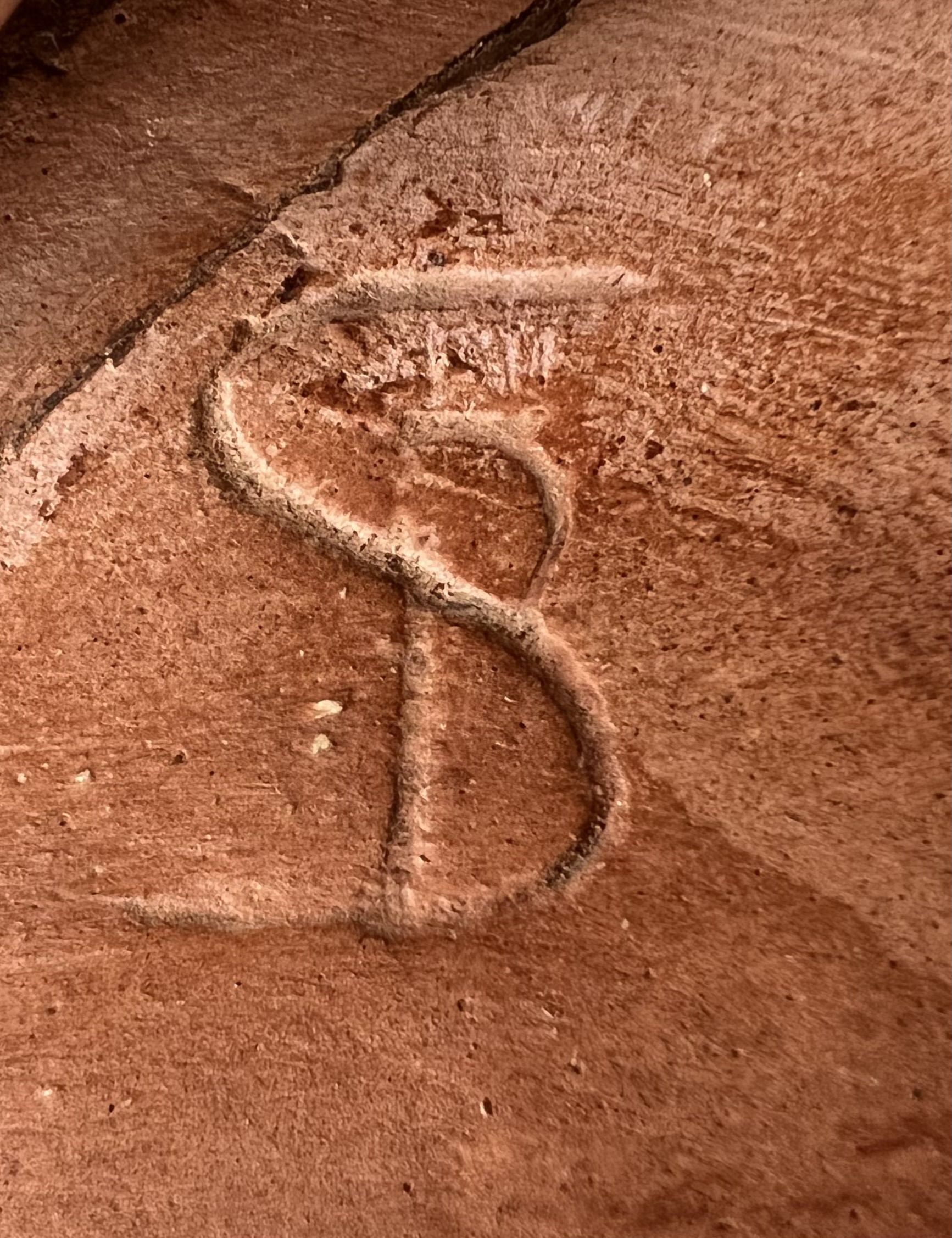
Sitzender Pavian, Ton, Ritzsignatur
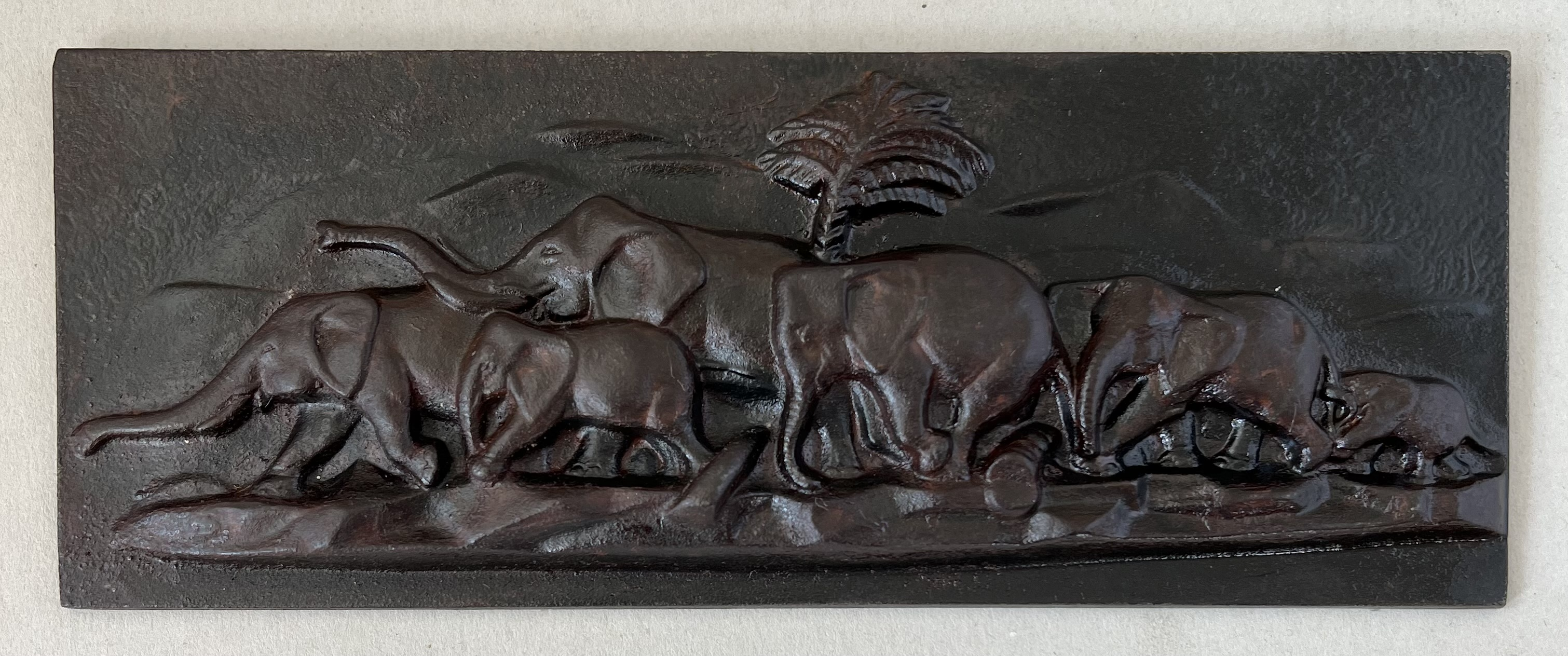
Plakette Fliehende Elefanten Lauchhammer Bildguss Eisen
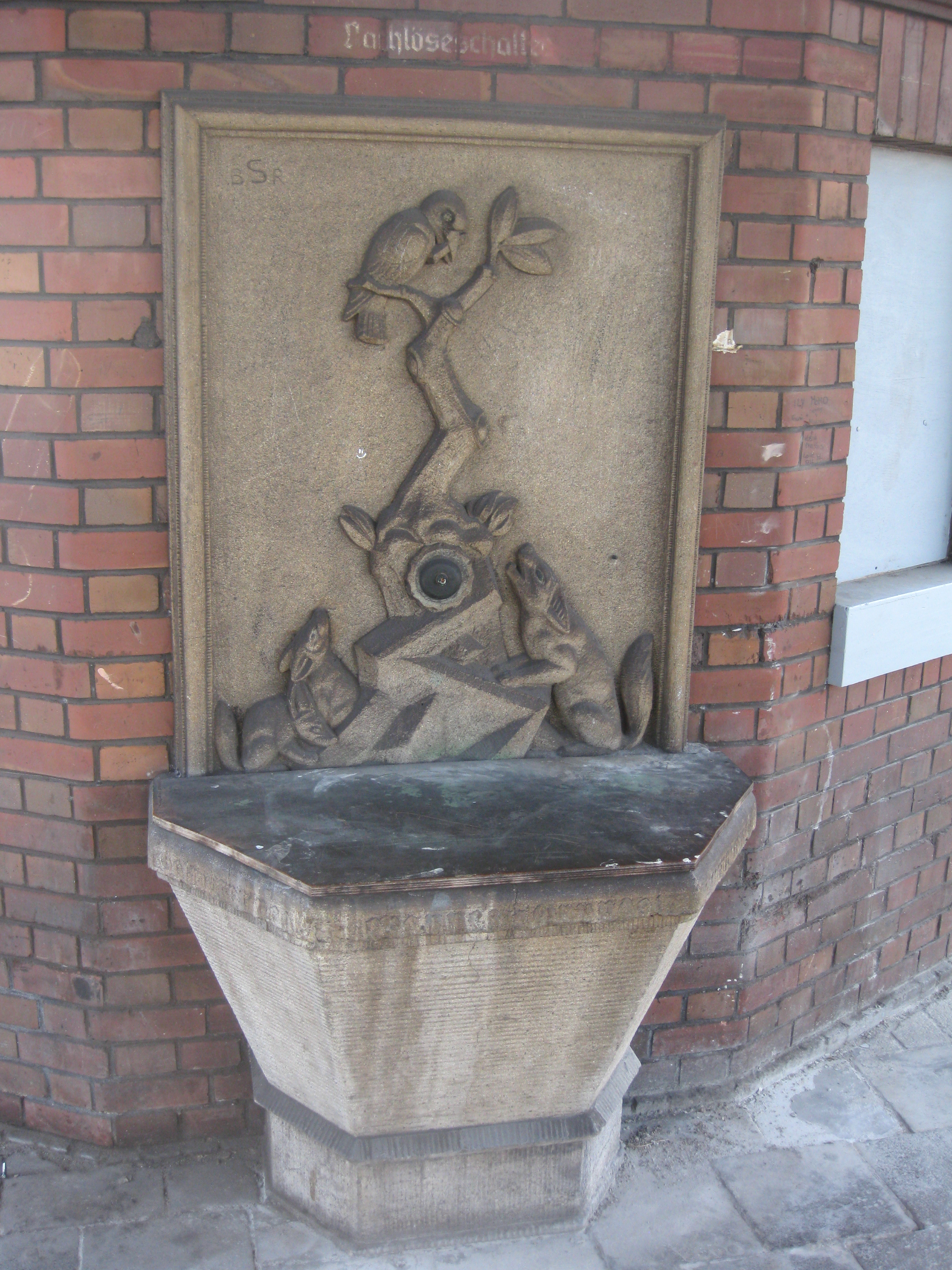
Der Vogelbrunnen im Hauptbahnhof Offenbach (Main)